# Semur-en-Vallon
Semur-en-Vallon is een gemeente in het Franse departement Sarthe (regio Pays de la Loire) en telt 472 inwoners (2005). De plaats maakt deel uit van het arrondissement Mamers.

## Geografie
De oppervlakte van Semur-en-Vallon bedraagt 15,3 km², de bevolkingsdichtheid is 30,8 inwoners per km².
De onderstaande kaart toont de ligging van Semur-en-Vallon met de belangrijkste infrastructuur en aangrenzende gemeenten.

## Demografie
Onderstaande figuur toont het verloop van het inwonertal (bron: INSEE-tellingen).